# 巴茲曼山

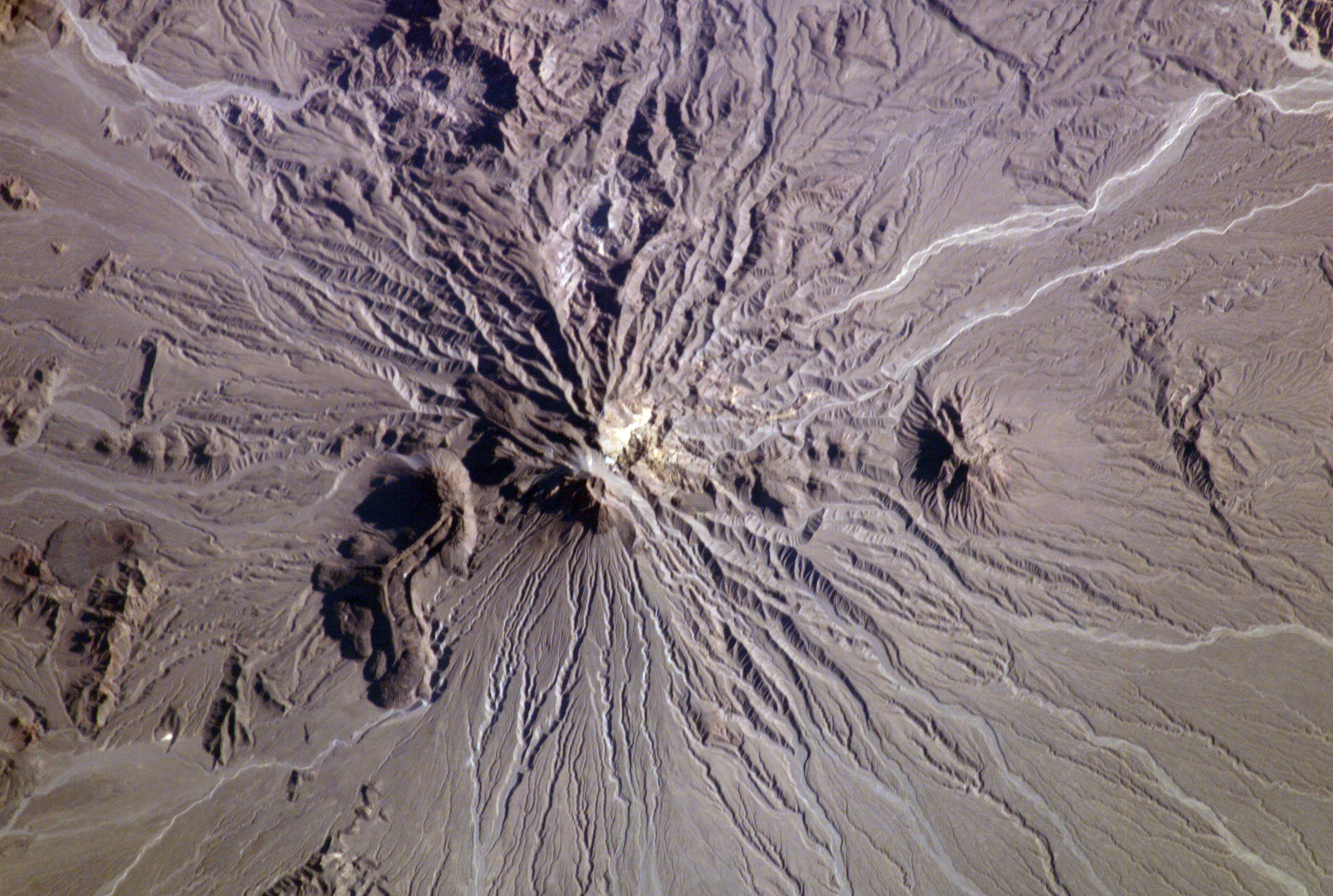

巴茲曼山是伊朗的火山，位於該國東南部錫斯坦－俾路支斯坦省，海拔高度3,490米，山頂由安山岩組成的火山口寬500米，該火山有多處火山噴氣孔。

## 外部連結
- Peaklist.org: Iran Mountain Ultra-Prominence （页面存档备份，存于）